# غولرمينا غرين
غولرمينا غرين (بالإسبانية: Guillermina Green)‏ هي ممثلة إسبانية، ولدت في 1922 في إشبيلية في إسبانيا، وتوفيت في 2006 في مدينة مكسيكو في المكسيك.

## وصلات خارجية
- غولرمينا غرين على موقع IMDb (الإنجليزية)
- غولرمينا غرين على موقع قاعدة بيانات الفيلم (الإنجليزية)